# هوشع ملك إسرائيل
هوشع بن أيلة (باللاتينية: Osee)‏ كان آخر ملوك مملكة إسرائيل الشمالية القديمة، أرخ وليام أولبرايت عهده من 732 إلى 721 قبل الميلاد.
تؤكد السجلات الآشورية ورواية الكتاب العبري والكتاب المقدس أن هوشع كان متحالفًا مع ملك آشور تغلث فلاسر الثالث، حيث جعله تغلث فلاسر الثالث يقتل فقح ملك إسرائيل السابق ليجلس مكانه، يقول تفلث فلاسر ملك أشور في حولياته: «أما فقح فقد قتلته، وهوشع قد عينته ملكاً على إسرائيل».
ودفع هوشع الجزية لملك آشور، وكانت حوالى مطلوبًا دفع ألف طالنط من الفضة. وبعد ثلاث سنوات من حكم هوشع لإسرائيل مات تغلث فلاسر الثالث.فحاول هوشع الهروب من الجزية وامنتع عن أدائها، وحاول التحالف مع ملك مصر. فقام شلمنصر الخامس بالزحف على مملكة إسرائيل لاستعادة ولائها، واستولى على السامرة وأسر هوشع وسجنه.